# Фикельмоны
Фикельмоны (Ficquelmont) — дворянский род из Лотарингии, первые представители которого упоминаются в XI веке. В разное время Фикельмоны имели подданство Священной Римской Империи, Австро-Венгрии, Франции, Бельгии, Нидерландов и Российской империи.

## Происхождение
Согласно семейным легендам, Фикельмоны ведут своё происхождение со времён Меровингов, а некоторые авторы считают родоначальником рода «Конрада Фикельмона, который жил в 781 году» . Однако Фикельмоны, ставшие графами в XIV веке, формально известны с начала XI века благодаря Жерару Фикельмону, ставшему рыцарем в 1030 году, а достоверно установленная родословная семьи ведётся с потомков рыцаря Эрарда Фикельмона, 1277 год.
Так как Фикельмоны лотарингского происхождения они имеют двойное дворянство — французское и немецкое. Согласно классам французского дворянства, они входят в два класса — Рыцарское дворянство (Noblesse chevaleresque) и Дворянство Меча (Noblesse d'épée). Согласно классам немецкого дворянства они включены в Древнее дворянство (Uradel) и Высокое дворянство (Hochadel). Своё имя семейство получило от названия древней местности Фикельмон в современном районе французской Лотарингии, где они построили замок. Оттуда они распространили своё влияние и породнились с многими дворянскими домами Лотарингии, Франции, Австрии и Германии.

## Лотарингия и Священная Римская Империя

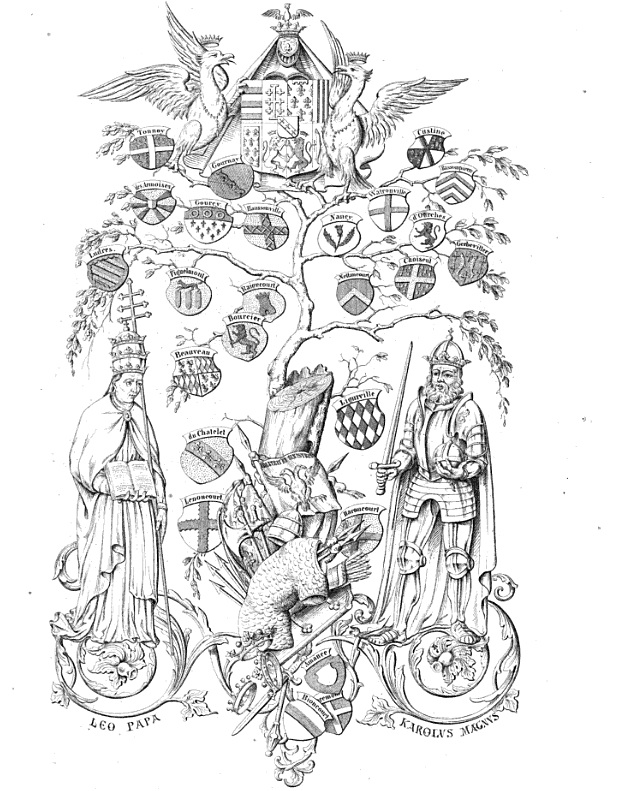
Гербы династий высшего дворянства Лотарингии

Дом Фикельмон принадлежит к очень древнему рыцарскому дворянству Лотарингии, где оно было одним из самых влиятельных, благодаря своему происхождению и династическим альянсам.
В различное время члены семьи носили такие титулы, как граф Фикельмон, Парруа, Шомон, Батлемон, имперский граф Священной Римской Империи, а также барон и рыцарь Лотарингии. На протяжении веков члены семьи занимали высшие коронные чины при дворе герцога Лотарингии: камергеры и коменданты. В XVII—XVIII веках ими были:
- Граф Леонард Фикельмон — полковник в армии Карла IV, командир элитного отряда Бленвиль.
- Граф Роберт Фикельмон — великий камергер при дворе Карла III, герцога Лотарингии.
- Граф Жан-Франсуа Фикельмон — великий камергер и полковник в гвардии Леопольда I, командир герцогской кавалерии[16].
- Имперский граф Карл Фикельмон — великий камергер при дворе Франца I, императора Священной Римской Империи, полковник отряда кирасиров Его Императорского Высочества и командир гвардии имперской кавалерии[17].
- Имперский граф Жак-Карл Фикельмон — великий камергер при дворе Франца I, императора Священной Римской Империи, полковник гвардии и командир отряда кавалерии в Кальхройте, а затем в Туне.

Фикельмоны, верные рыцарским традициям, являлись членами нескольких рыцарских орденов, в том числе Мальтийского, ордена Золотого Руна и ордена Дракона. Также они часто принимали участие в войнах в качестве полевых командиров на службе у Франции, Испании и Папы Римского. Ярким примером является граф Леонард Фикельмон, полковник на службе у короля Испании Филиппа V, погибший в 1709 году в Каталонии в ходе войны за испанское наследство.

## Франция и Австрия
После того как императрица Мария Терезия Австрийская вышла замуж за Франца I, герцога Лотарингии, Фикельмоны вошли в состав австрийского дворянства, служа Габсбургам. По венскому мирному договору Герцогство Лотарингия стала частью Франции. Как членам высшего дворянства Фикельмонам, согласно специальному королевскому декрету, разрешили выбрать кому они хотели бы служить в дальнейшем — Франции или Империи.
Лишь малая часть семьи, которая последовала за Францем I к имперскому двору, решила осесть в Австрии. Австрийская линия носила титул графов Фикельмон, и к концу XVIII века они имели обширные владения на территории Австрийских Нидерландов.
Однако большая часть семьи решительно выбрала Францию. Граф Карл Генрих Фикельмон в 1777 и 1789 представил всех своих детей королю Франции в Версале. Такая привилегия предоставлялась только представителям знатных династий, что фактически означало вхождение Фикельмонов в круг французского дворянства. С этого времени они стали жить попеременно в Версале и в своих именных владениях на территории Лотарингии, где занимали наследственное место в верхней палате парламента Нанси, являвшегося управляющим органом французской Лотарингии. Семья имела резиденции в замках Дьёз и Парруа, а также в особняке Нанси. Они покровительствовали Собору Святого Стефана и Ремирмонскому аббатству.
В ходе французской революции Фикельмоны потеряли множество из своих владений, а после падения старого режима некоторые члены семьи были обезглавлены на гильотине.

## После революции
В результате Французской революции Фикельмоны разъехались по Европе, и их род разделился на три основные линии.

### Австрийская империя

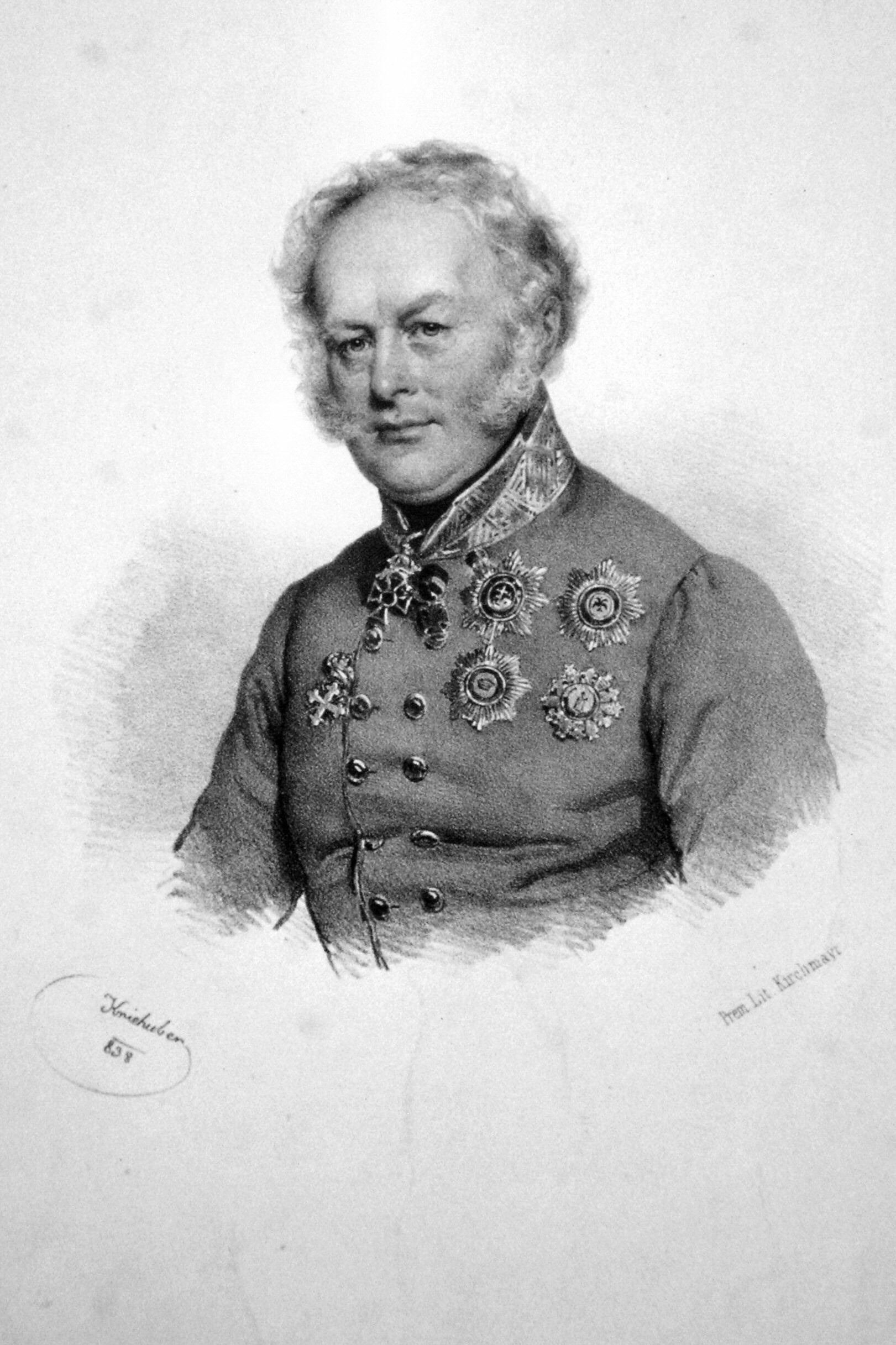
Фикельмон, Карл Людвиг

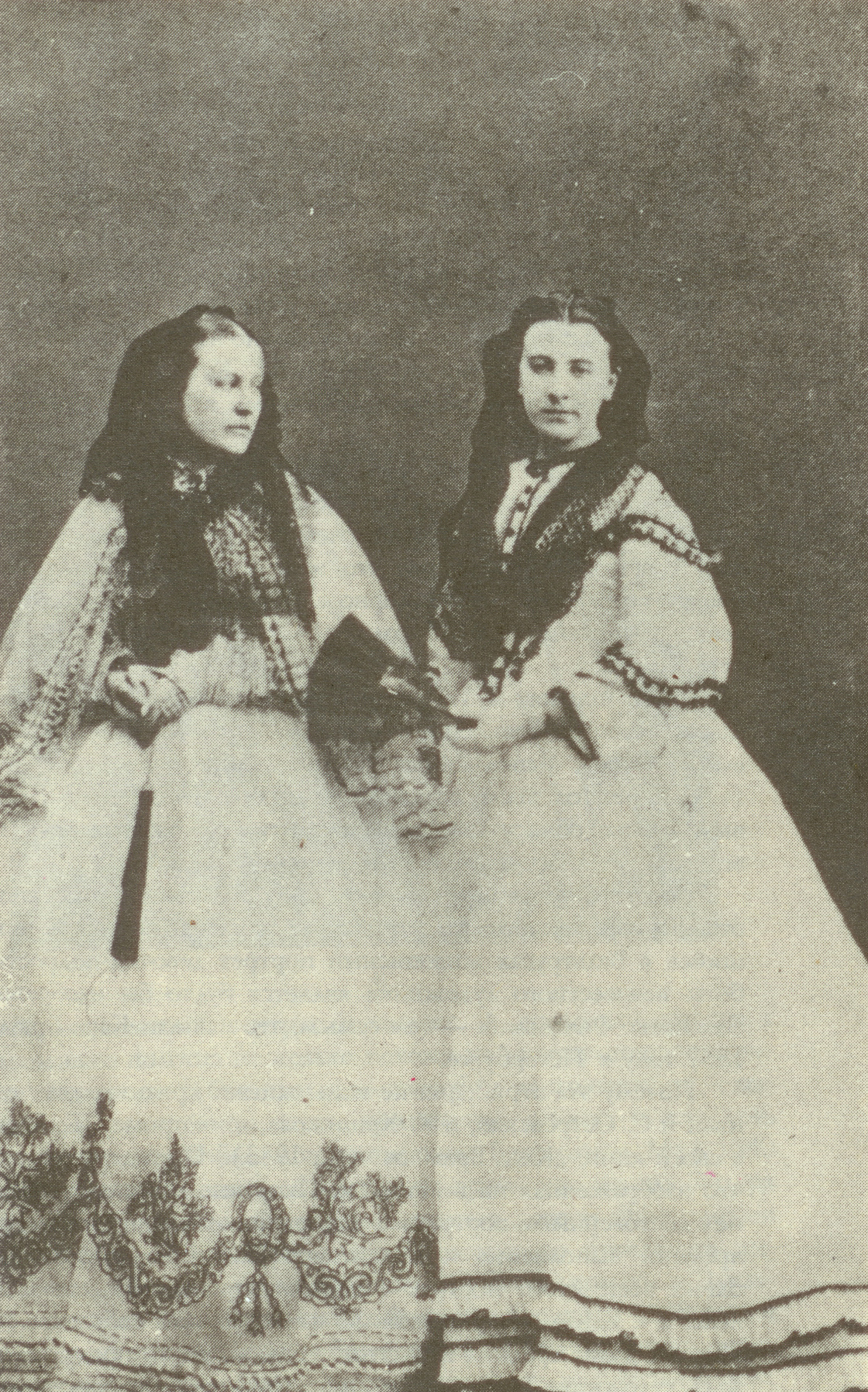
Елизавета-Александра-Мария-Тереза, принцесса Кляри-и-Альдрингена, и её дочь

Австрийская линия владела рядом поместий на территории империи и пользовалась постоянной поддержкой Габсбургов (эрцгерцогиня Мария Кристина попросила императора Леопольда II оказать помощь графу Йозефу Фикельмону в письме от 30 января 1792 года).
Наиболее яркие представители:
- Граф Карл Людвиг Фикельмон, родился в замке Дьёз 23 марта 1777 года. Он стал одним из самых влиятельных австрийских дипломатов и государственных деятелей своего времени, а также преемником Меттерниха на посту министра-президента Австрии. В 1821 году он женился на графине Тизенгаузен, внучке фельдмаршала Кутузова. Их единственная дочь Елизавета-Александра-Мария-Тереза (10 ноября или 12 декабря 1825, Неаполь — 14 февраля 1878, Венеция) — крестница императрицы Елизаветы Алексеевны и императора Александра I. В честь императорской четы получила два первых имени. Марией-Терезой её назвали в честь австрийской императрицы. Домашнее имя — Элизалекс. 15 декабря 1841 года в Вене вышла замуж за князя Эдмунда Кляри-и-Альдрингена (1813—1894). В браке с ним имела троих сыновей и одну дочь. Сын — Манфред — крупный политический деятель Австро-Венгрии. Прямые потомки проживали во Франкфурте, Ганновере и Зальцбурге.

### Нидерланды и Бельгия

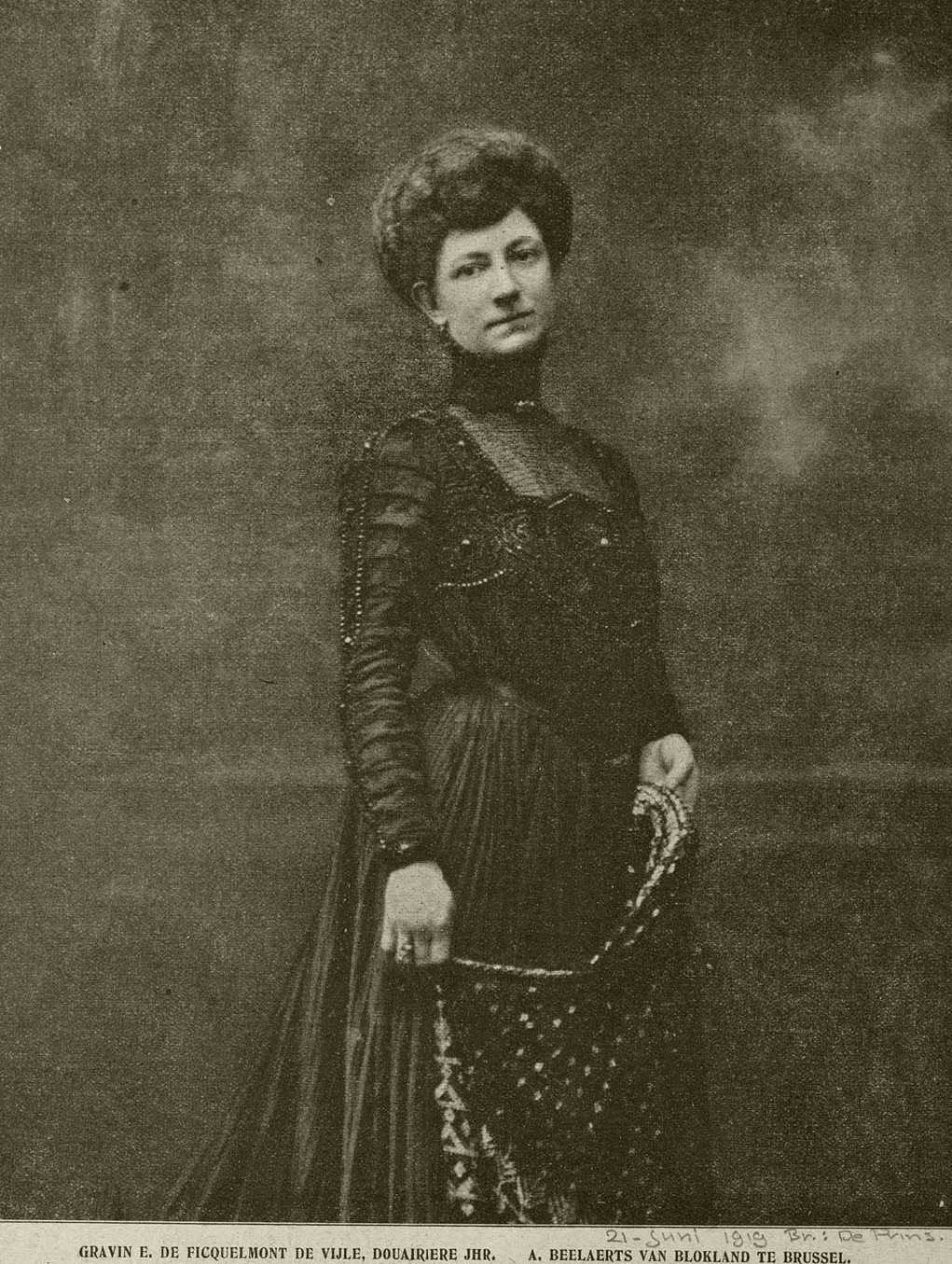
Графиня Фикельмон де Виль

Последние потомки австрийской линии семьи поселились на территории современной Бельгии (Австрийские Нидерланды) в период перед Французской революцией. Они покинули страну, когда её оккупировала французская армия в период революционных войн, однако затем влились в состав знати Наполеоновской империи. Позднее, когда Первая империя пала и согласно решениям Венского конгресса Австрийские Нидерланды стали частью Объединённого королевства Нидерландов, Фикельмоны решили вернуться и стать частью высшего дворянства нового королевства. Эта линия имела две ветви:
- первая была основана графом Антуаном-Карлом Фикельмоном (1753—1833), которому было позволено носить титул графа Фикельмон. Голландские графы Фикельмон, уже угасшие, остались верны королю Вильгельму I в ходе Бельгийской революции.
- вторая же линия, основанная Флоримоном Алоизом Фикельмоном (1763—1838), которому было позволено носить титул графа Фикельмон де Виль, решила войти в состав бельгийского дворянства после событий 1830 года. Прямая мужская линия угасла в начале XX века.

### Франция

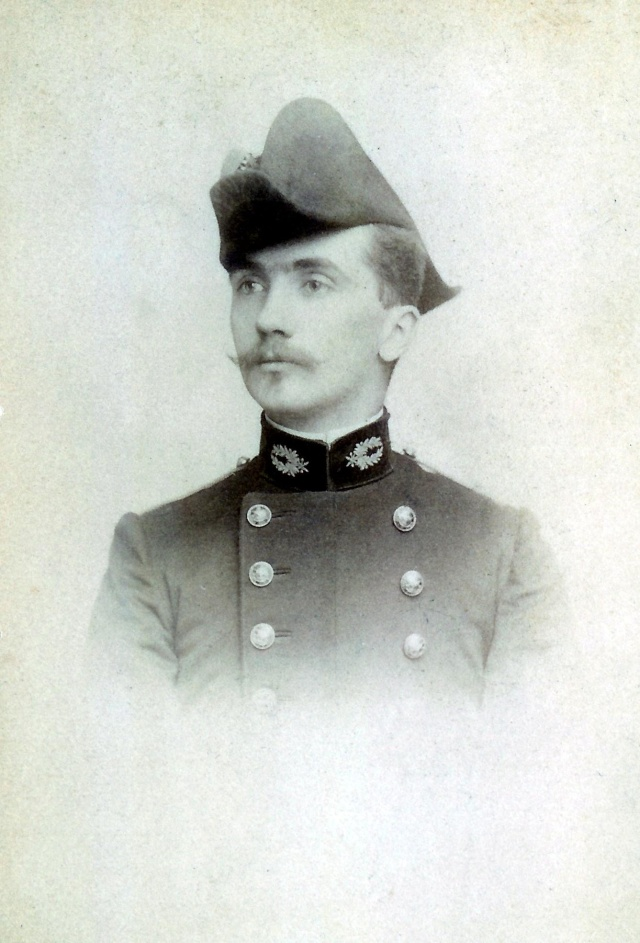
Граф Максимилиан Мари Фикельмон

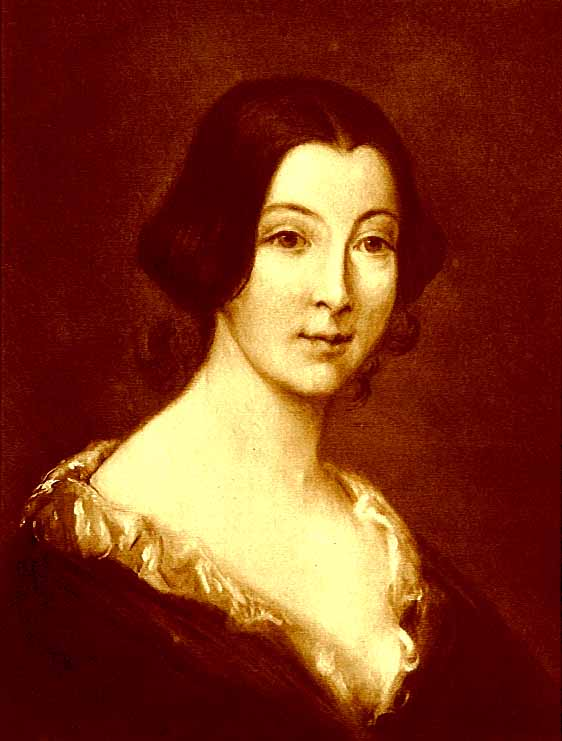
Графиня Клотильда-Мария Фикельмон

Французская ветвь Фикельмонов является единственной существующей на данный момент. Она ведёт происхождение от тех графов Фикельмон, которые решили остаться или же вернуться во Францию, несмотря на Французскую революцию и сопровождающие её войны. Интересно, что каждое поколение семьи награждалось орденом Почетного Легиона. Эта линия включает:
- Графиня Клотильда де Вокс (1815—1846), урождённая графиня Мария Фикельмон;
- Граф Максимилиан Мари Фикельмон (1819—1891), французский математик, Офицер ордена Почётного легиона;
- Граф Арман Мари Фикельмон (1909—1998) инженер и французский физик, работал над концепцией тяжёлой воды, Офицеры ордена Почётного легиона;
- Граф Эрик Мари Фикельмон (рожденный в 1954), CEO и французский бизнесмен, Кавалер ордена Почётного легиона.

## Браки и резиденции

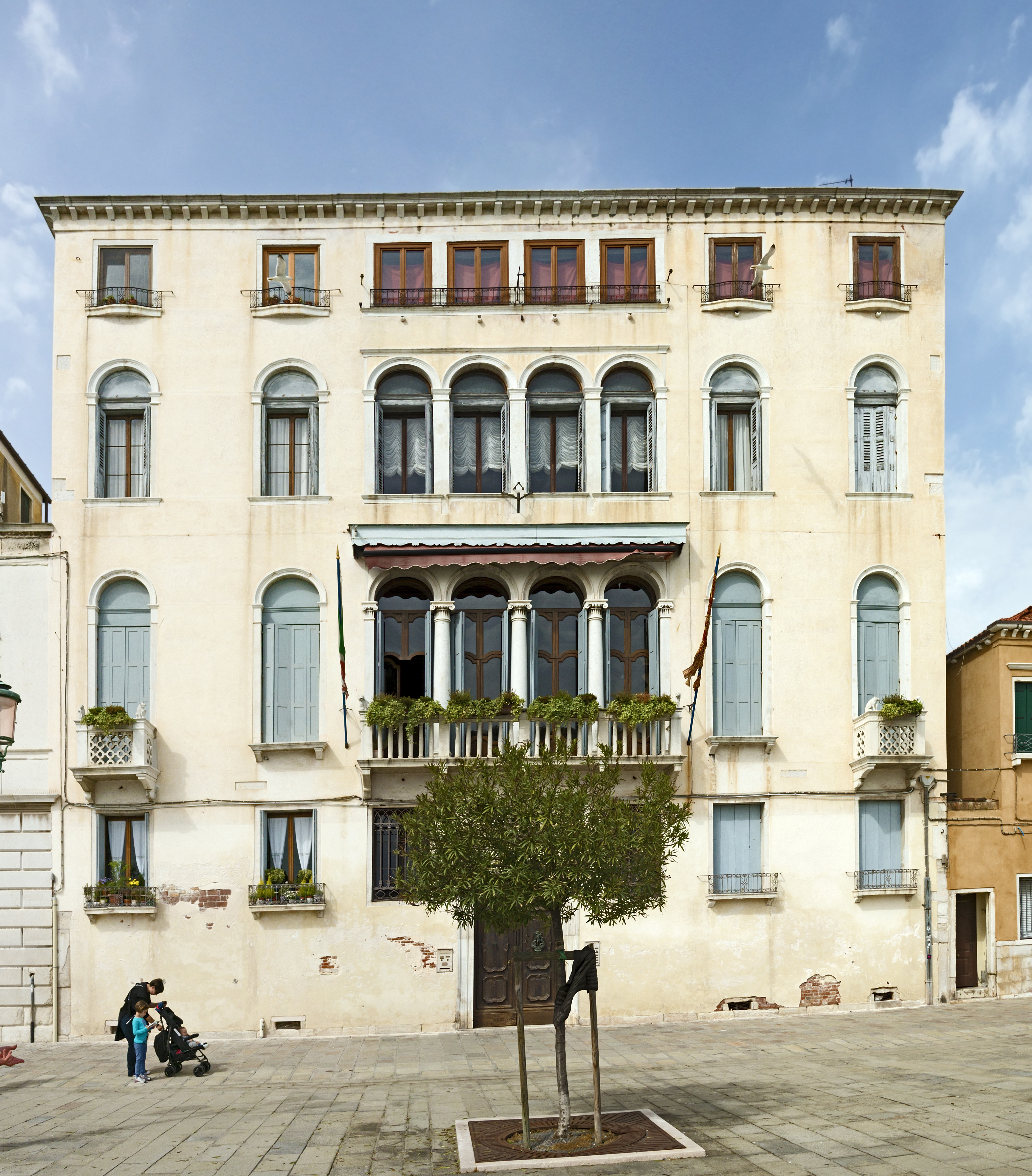
Вид на «Палаццо Фикельмон-Клари», Венеция

### Браки
Фикельмоны связаны узами родства со многими представителями европейской знати, в том числе с Лотарингским домом, Зальмами, Гогенцоллернами, Линями, Хитрово, Юсуповыми и многими другими.

### Резиденции
Дворцы Фикельмонов есть в Вене, Венеции и Санкт-Петербурге. Семейный замок в местности Фикельмонт, в регионе Тюмеревиль (провинция Лотарингия, Франция) был сожжён в 1877 году. Однако осталось множество замечательных резиденций и особняков Фикельмонов и на территории Франции, в том числе замки Парруа и Дьёз (они оба служили в качестве резиденции Фикельмонов в конце XVIII века), Марс-ля-Тур, Батлемон, Мустье, Шомон, Пюкс и замечательные особняки в Нанси, Карлсруэ, Праге и Страсбурге.

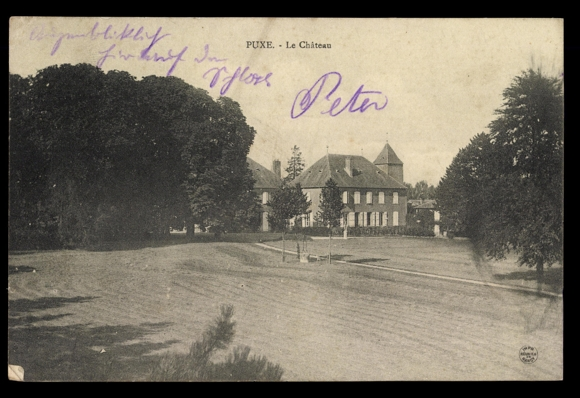
Замок Пюкс (1914 г.)

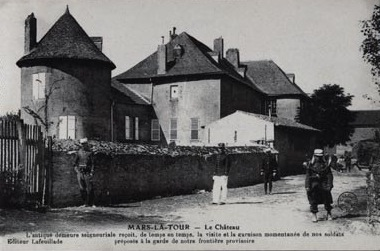
Замок Марс-ля-Тур

## Титулы и герб

Герб дома Фикельмон

### Титулы
Фикельмоны известны в качестве графов с XIV века, а в XVIII веке они были удостоены императором Францем I титула имперских графов с правом обращения к ним как «Сиятельный» (Erlaucht).
- Барон Фикельмон и наследные рыцари Лотарингии (известны до 1130 года);
- Граф Фикельмон (1346);
- Граф Марс-ля-Тур (1473);
- Барон Мутье (1507);
- Граф Шомон-дево-Дамвиль (1605);
- Граф Парруа (1709);
- Граф Фикельмон и Имперский граф (1736).
- Для графа Антуана-Карла Фикельмона (1753—1833) и его потомков:
  - Граф Фикельмон (Титул создан в Объединённом Королевстве Нидерландов 16 июля, 1816), угас по мужской линии в 1909; использовался как титул учтивости (Франция и Бельгия);
- Для графа Флоримонда Алоиза Фикельмона (1763—1838) и его потомков:
  - Граф Фикельмон де Виль (Титул создан в Объединённом Королевстве Нидерландов в 1822, потом стал частью бельгийской знати после революции 1830 года), угас по мужской линии в 1948; использовался как титул учтивости (Франция и Бельгия).

### Герб
Герб Фикельмонов: золотой, с тремя красными широкими угольными колами (пикетами), украшенный волком-соболем с поднятой правой передней лапой.
Семейный девиз «Nul ne m’atteint» (дословно «Никто не достигнет меня»), что может означать «Ни одна семья не знатнее меня» или «Никому меня не победить».